# Departament Río Chico (Santa Cruz)
Río Chico és un departament de la província de Santa Cruz, a la patagònia argentina. Limita al nord amb el departament Lago Buenos Aires, a l'est amb Magallanes, al sud amb els de Corpen Aike i Lago Argentino i a l'oest amb la República de Xile. El seu nom prové del riu Chico, riu Andí que creua el departament d'est a oest i que aboca les seves aigües al Oceà Atlàntic a la ciutat de Puerto Santa Cruz. El departament compta amb dos municipis: Gobernador Gregores, cap del departament i Lago Posadas i diverses localitats i "estancias" de menor importància com: Bajo Caracoles, Río Olnie, Los Manantiales entre d'altres...
El poblament modern de la regió s'inicià els anys 20 del segle xx, quan es fundà el Cañadón León (actual Gobernador Gregores) i el poble de Hipólito Yrigoyen (actual Lago Posadas).
| Població | 2.588 | 1.960   | 2.256   | 2.063  | 2.654   | 2.926   | 5.158  | 7.277  |
| Variació | -     | -24,26% | +15,10% | -8,55% | +28,64% | +10,24% | +76,3% | +41,1% |